# Maurice Moscovitch
Maurice Moscovitch, pseudonimo di Morris Maaskov (Odessa, 23 novembre 1871 – Los Angeles, 18 giugno 1940), è stato un attore statunitense.

## Biografia
Nacque nel 1871 a Odessa, città che apparteneva all'Impero russo e ora all'Ucraina.
Recitò in diversi film dal 1936 al 1940, anno della sua morte.
Il suo ultimo film fu Il grande dittatore di Charlie Chaplin.

## Filmografia
- Sotto i ponti di New York (Winterset), regia di Alfred Santell (1936)
- Cupo tramonto (Make Way for Tomorrow), regia di Leo McCarey (1937)
- La spia dei lancieri (Lancer Spy), regia di Gregory Ratoff (1937)
- Gateway, regia di Alfred L. Werker (1938)
- Suez, regia di Allan Dwan (1938)
- Un grande amore (Love Affair), regia di Leo McCarey (1939)
- Susanna e le giubbe rosse (Susannah of the Mounties), regia di William A. Seiter (1939)
- Non puoi impedirmi d'amare (In Name Only), regia di John Cromwell (1939)
- Inferno dei tropici (Rio), regia di John Brahm (1939)
- The Great Commandment, regia di Irving Pichel (1939)
- Everything Happens at Night, regia di Irving Cummings (1939)
- South to Karanga, regia di Harold D. Schuster (1940)
- Il grande dittatore (The Great Dictator), regia di Charles Chaplin (1940)

## Doppiatori italiani
- Aldo Silvani in La spia dei lancieri, Non puoi impedirmi d'amare, Il grande dittatore
- Mario Milita in Un grande amore (ridoppiaggio)
- Mario Feliciani in Il grande dittatore (1º ridoppiaggio)